# Uncanny
Uncanny (v překladu tajuplný, zlověstný) je švédská death metalová kapela založená roku 1989 ve švédském městě Avesta pod názvem Cicatrication. V roce 1990 se přejmenovala na současný název. Součástí loga je obrácený pentagram.

Tehdejší sestava byla: Jens Törnroos (vokály), Fredrik "North" Norrman (kytara), Christoffer Harborg (baskytara) a Kennet Englund (bicí).
V roce 1991 vyšlo demo Transportation to the Uncanny a v roce 1992 druhé demo Nyktalgia. První studiové album se jmenuje Splenium for Nyktophobia a vyšlo v roce 1994. Poté se kapela rozpadla a jednotliví členové pokračovali v různých kapelách (Katatonia, October Tide, Centinex, Interment). V roce 2008 při příležitosti vydání knihy Daniela Ekerotha Swedish Death Metal se kapela dostavila do klubu ve Stockholmu na koncert a znovu zahájila činnost.

## Diskografie

### Dema
- Transportation to the Uncanny (1991)
- Nyktalgia (1992)

### Studiová alba
- Splenium for Nyktophobia (1994)

### EP
- The Path of Flesh (2012)

### Kompilace
- MCMXCI - MCMXCIV (2010) – boxed set

### Split nahrávky
- Avesta Mangel I (1991) – 4way split
- Uncanny / Ancient Rites (1993) – společně s kapelou Ancient Rites